# Iglesia de San Ermengol (L'Aldosa de La Massana)
Sant Armengol es una iglesia de los siglos XVIII al XIX de la población de L'Aldosa de La Massana dentro de la parroquia de La Massana, en Andorra. 

## Descripción
Es un edificio de planta rectangular con un ábside cuadrangular y cubierta a dos vertientes sobre cerchas de madera. El campanario es de espadaña.

## Interior
En su interior se guarda un retablo que combina una mesa barroca con pinturas sobre tela datadas del siglo XIX y atribuidas al pintor Oromí de Seo de Urgel.